# Winston Kalengo
Winston Kalengo (Livingstone, 29 agosto 1985) è un ex calciatore zambiano, di ruolo attaccante.

## Palmarès

### Club

#### Competizioni nazionali
- Campionato zambiano: 3

Zanaco: 2005, 2006, 2009